# HMS Loyalty
Le HMS Loyalty est un dragueur de mines de la classe Algerine de la Royal Navy de la Seconde Guerre mondiale (ex-HMS Rattler), il prend son nom en juin 1943. Construit à Belfast par Harland and Wolff, il est lancé le 9 décembre 1942. L'équipage se compose de 85 marins.
Le HMS Loyalty fut victime de l’U-480 le 22 août 1944. Il coula en moins de sept minutes, 19 marins périrent dont le commandant. L'épave est protégée en tant que sépulture marine.

## Crédits
- (en) Cet article est partiellement ou en totalité issu de l’article de Wikipédia en anglais intitulé « HMS Loyalty (J217) » (voir la liste des auteurs).